# Prix Jules-Davaine
Pour les articles homonymes, voir Davaine.
Le prix Jules-Davaine, de la fondation du même nom, est un ancien prix annuel de poésie créé en 1910 par l'Académie française.
Il y a deux prix Jules Davaine, l’un pour les meilleurs ouvrages de poésie, l'autre pour les meilleurs ouvrages de prose.

## Liste des lauréats

### Années 1910
- 1910 : Poésie
  - Henri Allorge pour L’essor éternel
  - Alexandre Arnoux pour Au grand vent
  - Léon-Adolphe Gauthier-Ferrières (1880-1915) pour La romance à Madame
  - France Darget (1890?-19..) pour Les Matinales
- 1910 : Prose
  - Mme Jules-Simon Delorme pour Soldat
  - Jean-Louis Vaudoyer pour La bien-aimée
- 1911 : Poésie
  - Jean Bonnerot pour Le livre des livres
  - Amélie Mesureur pour Claires horizons
- 1911 : Prose
  - Gabriel Faure pour Sur la via Emilia
  - Jean Pommerol pour Un fruit et puis un autre fruit
  - Geneviève Ruxton pour La Dilecta de Balzac
- 1912 : Poésie
  - Armand d'Artois (1847-1912) pour Muse et musette
  - Lucien Rolmer pour Chants perdus
  - Jacques Sermaize alias Jules Laroche pour L’heure qui passe
  - Etzer Vilaire pour Nouveaux poèmes
- 1912 : Prose
  - Georges Ducrocq pour La blessure mal fermée, notes d’un voyageur en Alsace-Lorraine
- 1913 : Poésie
  - Jean Cocteau pour La danse de Sophocle
  - Félix Colomb (1857-192.?) pour L’âme éparse
  - Léon-Adolphe Gauthier-Ferrières (1880-1915) pour Les ombres heureuses
  - Dr Émile Roudié (1877-1953) pour Huon de Bordeaux
- 1913 : Prose
  - Pierre Gourdon pour Les Courtagré
  - Pierre de Lacretelle (1886-1969) pour Les origines et la jeunesse de Lamartine (1790-1812)
- 1914 : Poésie
  - Pierre Courtois pour La journée humaine
  - Charles Dornier (1873-1954) pour Notre pain quotidien
  - Marguerite Lavalette pour Vers l’aurore
  - Albert Tustes (1888-1943) pour Les Clameurs
- 1914 : Prose
  - Guy Chantepleure pour La ville assiégée
  - Max Daireaux (1882-1954) pour Le plaisir d’aimer
- 1915 : Poésie
  - Olivier-Hourcade
  - Jacques Nayral
  - Charles Perrot (1887-1914)
  - Louis Sailhan
- 1915 : Prose
  - Alain-Fournier
- 1916 : Poésie
  - Albert Acremant (1882-1942)
  - René Bonnamy
  - Charles Buquet
  - René Christian-Frogé
  - Auguste Compagnon (1879-1915) pour l'ensemble de son œuvre poétique
  - Pierre Corrard (1877-1914)
  - Dominique de La Bonnardière (1873-1915)
  - Pierre Fourier de Rozières
  - Louis Geandreau (1885-1915)
  - Raymond Genty (1881-1950)
  - René Lançon (1892-1915)
  - Pierre Lestringuez
  - Armand Praviel
  - André Puget
  - Alcide Ramette
  - Jacques Richepin
  - Lucien Rolmer
  - Jean Thorel (1859-1916)
  - Gustave Valmont
- 1916 : Prose
  - Henry d'Estré (1873-1962) pour D'Oran à Arras
  - Maurice Larrouy pour l'ensemble de son œuvre
- 1917 : Poésie
  - Alfred Droin (1878-1967) pour Du sang sur la mosquée
  - Gustave Zidler pour Le cantique du doux parler
- 1917 : Prose
  - Colonel Fernand Feyler (1863-1931) pour Avant-propos stratégiques, la manœuvre morale
- 1918 : Poésie
  - Adolphe Aderer pour Les heures de la guerre
  - Maurice Gauchez pour Les Rafales
- 1918 : Prose
  - Mathilde Démians d'Archimbaud  (1883-19..) pour Une vie intime
  - Pierre Gourdon pour La Réfugiée
  - Jean Yole pour Les Démarqués
- 1919 : Maurice Bouignol pour Sans gestes (poésie)
- 1919 : Raymond Jubert pour Verdun (prose)

### Années 1920
- 1920 : Charles d'Ollone (1865-1918) pour Dernières heures chantantes (poésie)
- 1920 : Adjutor Rivard pour Chez nous (prose)
- 1921 : Louis Ducros pour Jean-Jacques Rousseau (prose)
- 1921 : Raoul Ponchon pour La muse au cabaret (ponchon)
- 1922 : Poésie
  - Julien Ochsé (1874-1936) pour Repose ailleurs
- 1922 : Prose
  - Léon Debatty pour Livres de Belgique (1919-1920)
  - A.-J.-A. Lobry pour Les Provinciaux
  - Gaston Picard pour La bougie bleue
- 1923 : Gabriel de La Rochefoucauld (1875-1942) pour Le professeur Néant (prose)
- 1923 : Hélène Seguin pour La tendre effigie (poésie)
- 1924 : Philippe Dufour (1859-1935?) pour Le trèfle d’Apollon (poésie)
- 1924 : Constantin Photiadès (1883-1949) pour Marie Kalergis (1822-1874) (prose)
- 1925 : Ambroise Got (1886-1968) pour Face à la mort (prose)
- 1925 : Marie-Louise Vignon pour Le cœur ardent et grave (poésie)
- 1926 : Amélie Murat pour Chants de minuit (poésie)
- 1926 : Antoine Redier pour La guerre des femmes (prose)
- 1927 : Mathilde Démians d’Archimbaud (1883-19..) pour Le roman d’une jeune fille pauvre (prose)
- 1927 : Gustave Zidler pour La gloire nuptiale (poésie)
- 1928 : Camille Cé et Jean Gaument pour J’aurais tué... et Le fils Maublanc (prose)
- 1928 : Hélène Seguin pour Le miroir de Clélie (poésie)
- 1929 : Henri de La Ville de Mirmont pour l'ensemble de son œuvre poétique
- 1929 : José Germain pour L’étreinte des races (prose)

### Années 1930
- 1930 : Georges Oudard pour Pierre le Grand (prose)
- 1930 : Léon Vérane pour Le livre des passe-temps (poésie)
- 1931 : André Bridoux (1893-1982) pour Souvenirs du temps des morts (prose)
- 1931 : Marcel Brion pour Pierre Puget
- 1931 : Jane Perdriel-Vaissière pour Feuillages (poésie)
- 1932 : Charles Forot pour Odes (poésie)
- 1932 : Jean Guirec (1898-1988) pour Allègre (prose)
- 1933 : Maurice Blondel pour Léon Ollé Laprune (prose)
- 1933 : Alice Héliodore pour Offrande au génie (poésie)
- 1934 : André Berry pour La corbeille de Ghislaine (poésie)
- 1934 : Léon Guillet pour Allez, mes enfants... et vous serez des chefs (prose)
- 1935 : Jean Lebrau pour Image de l'Aude (prose)
- 1935 : Amélie Murat pour Le chant de la vie (poésie)
- 1936 : André Mary (poésie)
- 1936 : Henri Massé pour Firdousi et l'épopée nationale (prose)
- 1937 : Nicolas Bauduin pour Mare nostrum (poésie)
- 1937 : Madeleine Cazamian pour Le Roman et les Idées en Angleterre (prose)
- 1938 : Henri Bayvet pour Dimanche matin (poésie)
- 1938 : Bernard Poulailler alias Bernard Frank pour La Vergue (prose)
- 1939 : Nicolas Brian-Chaninov pour La tragédie des lettres russes (prose)
- 1939 : Suzanne Buchot pour Près de la fontaine sonore (poésie)

### Années 1940
- 1940 : Charles Forot pour Ode au grand Vivarois Olivier de Serres (poésie)
- 1940 : Gil Reicher pour Les Basques (prose)
- 1941 : Charles Coury pour D'une rive à l'autre (poésie)
- 1941 : Francis Vincent (1878-1962) pour René Bazin (prose)
- 1942 : Poésie
  - François Ducaud-Bourget pour Interludes pour le Temporal
- 1942 : Prose
  - François de Chasseloup-Laubat pour François Fresneau, seigneur de la Gataudière, père du caoutchouc
  - André Dubois La Chartre pour Bellérophon
  - Henri Pensa pour Une héroïne de la Ligue de Provence
- 1943 : Henry Carton de Wiart pour Terres de débat (prose)
- 1943 : Lucienne Dietsch pour Premiers poèmes (poésie)
- 1944 : Louis-P. Bouquet pour Poèmes de l'attente (poésie)
- 1944 : Jean-Alexis Néret (1913-1986) pour La Battue (prose)
- 1945 : Ernest de Ganay pour Poésies des jardins (poésie)
- 1945 : Robert Dufourg (1897-1988) et René Magnen pour Le quadrille des Lanciers (prose)
- 1946 : Serge Barranx pour Le feu est dans la lande (prose)
- 1946 : Marcelle Tartrat pour Destins (poésie)
- 1947 : Yves de Constantin (1897-1992) pour Rivages humains (prose)
- 1947 : Mireio Doryan (1901-1989) pour La nouvelle croisade (poésie)
- 1948 : Louis Coiffier (1888-19..) pour Morvan (prose)
- 1948 : Louis Roché pour Si proche et lointaine (poésie)
- 1949 : Poésie
  - Louis le Cunff pour La villa exsangue
  - Jeanne Lenglin pour Le cantique du silence
  - Jean Pourtal de Ladevèze pour Poursuite d'une ombre
- 1949 : Prose
  - Claude Saint-Yves pour Le signe de Lilith

### Années 1950
- 1950 : Poésie
  - Georges-André Delaume (1889-1961) pour Le "moi" du "soi"
  - France Lambert pour En cherchant la terre promise
  - Lucien Le Foyer pour L’Enchantement de l'esprit
- 1950 : Prose
  - André de Badet pour Contes au clair de lune
- 1951 : Poésie
  - Martial Marthon pour Du sentier limousin à la grande route
  - Comtesse Charles de Vogüé pour Nouveaux poèmes
- 1951 : Prose
  - Gil Buhet et Victor Germains pour Stani le têtu
- 1952 : Poésie
  - Jean Pourtal de Ladevèze pour Images de la solitude
- 1952 : Prose
  - Yvonne Boachon-Joffre pour Jep le trabucaire
  - Jacques Porel (1893-1982) pour Fils de Réjane
- 1953 : Jan Van Dorp pour Les lanceurs de rails (prose)
- 1954 : Prose
  - Serge de Fleury (1885-1973) pour Défilé de Héros et de Marionnettes
  - René Guillot pour Je te ferai une belle vie
  - Michel Simon pour Ruy
- 1955 : Pierre Fabert pour Le Dieu de colère (prose)
- 1955 : Jean Pourtal de Ladevèze pour l'ensemble de son œuvre poétique
- 1956 : Louis Robin pour Le livre des Sanctuaires de la Nature (prose)
- 1957 : Aimée Dorian pour Les Coupables (prose)

### Années 1960
- 1961 : Poésie
  - Marie-Antoine de Helle pour Dans le jardin des Dieux
  - Roland Victor pour Les Quotidiennes
- 1961 : Prose
  - Christiane Collier pour La centième brebis
- 1962 : Poésie
  - Jean Brunaud pour Belle Creuse
  - Pierre-Ernest Guérin pour Cantilène à Eva
  - Raymond Leclerc pour Le Festin des mers
  - Jean Loisy (1901-1992) pour Poésie
  - Charles Thomas pour L’Enfant éparpillé
- 1962 : Prose
  - Jacques C. Risler (1893-1971) pour La Civilisation arabe
- 1963 : Poésie
  - Emmanuel Signoret fils pour La nuée étincelante
- 1963 : Prose
  - Georges Bordonove pour Les quatre cavaliers
  - Mohammed Dib pour Qui se souvient de la mer
- 1964 : Paul Chaulot pour Jours de béton (poésie)
- 1965 : Poésie
  - Vital Heurtebize pour La nuit inspirée
  - Henri-René Laffon pour Tous feux éteints
- 1966 : André Mabille de Poncheville pour Consolations (poésie)
- 1966 : Jean Sylvaire pour Contes et Nouvelles du Périgord (prose)
- 1967 : Poésie
  - Maurice Dufossé pour Au jardin d’autrefois
  - Raymond Quinot pour Le Fruit défendu, l’Étoile noire